# ولیکا شونیتسا
ولیکا شونیتسا (اسلوونیایی: Velika Ševnica) یک زیستگاه انسانی در اسلوونی است که در Lower Carniola واقع شده‌است.

## خصوصیات
ولیکا شونینسا ۱٫۱۷ کیلومترمربع مساحت و ۴۷ نفر جمعیت دارد و ۳۰۴٫۵ متر بالاتر از سطح دریا واقع شده‌است.